# Colin Freeling
Colin Freeling (14 april 2002) is een Belgisch skeletonracer.

## Carrière
Freeling startte zijn carrière in november 2017 in de Europe Cup in Winterberg waar hij twee keer 30e werd. Op 19 januari 2018 eindigde hij als 31e in Innsbruck. Hij eindigde in de eindstand als 51e. Het volgende seizoen 2018/19 kwam hij opnieuw uit in de Europe Cup. Op 16 en 17 november 2018 eindigde hij als 29e en 30e in de wedstrijden in Innsbruck. Op 24 november 2018 eindigde hij als 25e in de wedstrijd in Winterberg. Op 11 en 12 januari behaalde hij zijn beste resultaten tot dan toe met een 14e en 15e in de Europe Cup wedstrijden in Altenberg. In februari 2019 nam hij deel aan het wereldkampioenschap voor junioren waar 25e werd in Königssee. Daarna nam hij in februari nog deel aan de OMEGA Youth Series waar hij 13e werd in St. Moritz-Celerina en 4e in Königssee achter Lars Rumo, Rasmus Johansen en Dmitri Knysj. In de Europe Cup eindstand eindigde hij als 28e.
Aan de start van het seizoen 2019/20 nam hij opnieuw deel aan de OMEGA Youth Series. Hij behaalde een 11e en 12e plaats in de wedstrijden in Lillehammer. Een week later behaalde hij twee vijfde plaatsen in Königssee. Op 7 december 2019 maakte hij zijn debuut in de Intercontinental Cup in Winterberg en werd 22e. Een week later werd hij opnieuw 22e in Königssee. Hij nam in januari 2020 deel aan de Olympische Jeugdspelen waar hij 10e werd individueel op de baan van St. Moritz-Celerina. Op 31 januari 2020 werd hij 20e en de dag erna 16e in de ICC-wedstrijd in Pyeongchang. Hij eindigde als 31e in de eindstand van de Intercontinental Cup. In februari 2020 nam hij deel aan het junioren wereldkampioenschap waar hij 27e werd.
Het seizoen 2020/21 startte hij opnieuw in de Europe Cup met een 12e en 18e plaats in Winterberg in november 2020. In december volgde een 16e plaats in Sigulda en in januari 2021 een 22e plaats in Altenberg. Op 16 januari nam hij deel aan de Intercontinental Cup wedstrijd in Altenburg met een 20e plaats als resultaat. Eind januari 2021 nam hij voor een derde keer deel aan het wereldkampioenschap voor junioren U20 waar hij vijfde werd 3,63 seconden achter de Duitse winnaar Lukas Nydegger. In de algemene stand voor junioren werd hij achttiende. In de ICC wedstrijden in Königssee werd hij 23e en 18e. De week erna maakte hij zijn debuut op het wereldkampioenschap waar hij individueel dertigste werd. Samen met Kim Meylemans werd hij 11e in de gemengde competitie. De week erop was het Europese kampioenschap waar hij 28e werd in de junioren categorie en 13e U20. Hij werd ook 36e in de algemene stand aangezien het EK werd gehouden tijdens de Europe Cup wedstrijd in Innsbruck. In de eindstand van de Europe Cup eindigde hij als 22e en in de Intercontinental Cup werd hij 28e.
In het seizoen 2021/22 startte hij in de Europe Cup in november 2021 met een 13e en 16e plaats in Lillehammer. Hij werd op 19 en 20 november twee keer zeventiende in de wedstrijd in Winterberg. In december 2021 in Innsbruck behaalde hij een 25e plaats. In Sigulda behaalde hij een 18e en 20e plaats. Op 5 januari 2022 nam hij deel aan de Intercontinental Cup in Altenberg en eindigde als 26e. De Europe Cup wedstrijd in Altenberg was ook het EK voor junioren en U20. Waar hij als 22e eindigde in de algemene stand, als 12e op het EK voor junioren en als 8e op het EK U20. Op 21 januari nam hij deel aan het WK voor junioren en eindigde als 13e tussen de junioren en als zevende in de U20 categorie. Hij eindigde als 16e in de eindstand van de Europe Cup en als 46e in de ICC.
In het seizoen 2022/23 startte hij in de Intercontinental Cup waar hij 14e en 19e werd in de wedstrijd in Lillehammer. Twee weken later in Winterberg werd hij 17e en 19e en in Pyeongchang volgde een 11e en 9e plaats. In januari 2023 werd hij op het wereldkampioenschap voor junioren 13e. Op het EK in Altenberg werd hij vijftiende en op het WK in St. Moritz-Celerina eindigde hij als 29e in de eindstand. In februari 2023 behaalde hij nog een 14e en 16e plaats in de ICC wedstrijd in Innsbruck. In de eindstand van de Intercontinental Cup die gewonnen werd door de Duitser Alexander Gassner eindigde hij als elfde.
In het seizoen 2023/24 nam hij volledig deel aan de wereldbeker skeleton. Hij eindigde in zijn eerste wereldbekerwedstrijd werd hij in Yanqing 15e ook meteen zijn beste resultaat van het seizoen. In de daaropvolgende wedstrijden eindigde hij telkens als 25e of later. Hij werd 27e in de eindstand van de wereldbeker. Op het Europees kampioenschap werd hij 21e en in februari 2024 werd hij 13e op het WK voor gemengde ploegen aan de zijde van Aline Pelckmans en 23e individueel. 
Het seizoen 2024/25 startte hij in de nieuw opgerichte Asian Cup maar kon door het grote deelnemersveld maar een 41e en 38e plaats realiseren. 

## Privéleven
Zijn vader is voormalig motorcrosser en bobsleëer Stefaan Freeling.

## Resultaten

### Wereldkampioenschappen
| Jaar | Plaats       | Resultaat                        |
| ---- | ------------ | -------------------------------- |
| 2021 | Altenberg    | 30e Individueel 11e Gemengd team |
| 2023 | Sankt Moritz | 29e Individueel                  |
| 2024 | Winterberg   | 23e Individueel 13e Gemengd team |

### Wereldbeker
| Seizoen | Divisie              | Niv. | #1  | #2  | #3  | #4  | #5  | #6  | #7  | #8  | Punten | Rang |
| ------- | -------------------- | ---- | --- | --- | --- | --- | --- | --- | --- | --- | ------ | ---- |
| 2017/18 | Europe Cup           | III  | -   | -   | 30e | 30e | -   | -   | -   | 31e | 2      | 51e  |
| 2018/19 | Europe Cup           | III  | 29e | 30e | 25e | -   | -   | 14e | 15e | -   | 55     | 28e  |
| 2019/20 | Intercontinental Cup | II   | -   | -   | 22e | 22e | -   | -   | 20e | 16e | 138    | 31e  |
| 2020/21 | Europe Cup           | III  | 12e | 18e | 16e | 22e | -   | 36e |     |     | 73     | 22e  |
| 2020/21 | Intercontinental Cup | II   | -   | -   | -   | -   | 20e | 23e | 18e | -   | 99     | 28e  |
| 2021/22 | Europe Cup           | III  | 13e | 16e | 17e | 17e | 25e | 18e | 20e | 22e | 125    | 16e  |
| 2021/22 | Intercontinental Cup | II   | -   | -   | -   | -   | -   | -   | 26e | DNS | 18     | 46e  |
| 2022/23 | Intercontinental Cup | II   | 14e | 19e | 17e | 19e | 11e | 9e  | 14e | 16e | 422    | 11e  |
| 2023/24 | Wereldbeker          | I    | 15e | 29e | -   | 25e | 28e | 30e | 30e | 28e | 264    | 27e  |
| 2024/25 | Asian Cup            | II   | 41e | 38e | -   | -   |     |     |     |     | 3      | 43e  |
| 2024/25 | Wereldbeker          | I    |     |     |     |     |     |     |     |     |        |      |